# Chris Wallace
Christopher Wallace (Chicago, 12 de octubre de 1947) es un periodista y presentador de televisión estadounidense, actualmente trabaja en la CNN+.
Wallace es conocido por sus duras y amplias entrevistas, por las que a menudo se le compara con su padre, el renombrado periodista de 60 Minutes Mike Wallace.

## Biografía
Wallace nació en Chicago, Illinois, hijo del veterano reportero del programa 60 Minutes de la CBS, Mike Wallace y de Norma Kaphan. Wallace es judío, tal como sus padres. Fue nombrado Christopher en honor a Cristóbal Colón, ya que nació el Día de la Raza.
Sus padres se divorciaron cuando él tenía un año; creció con su madre y su padrastro Bill Leonard, presidente de CBS News. Wallace no desarrolló una relación con su padre Mike hasta los 14 años.

## Carrera periodística

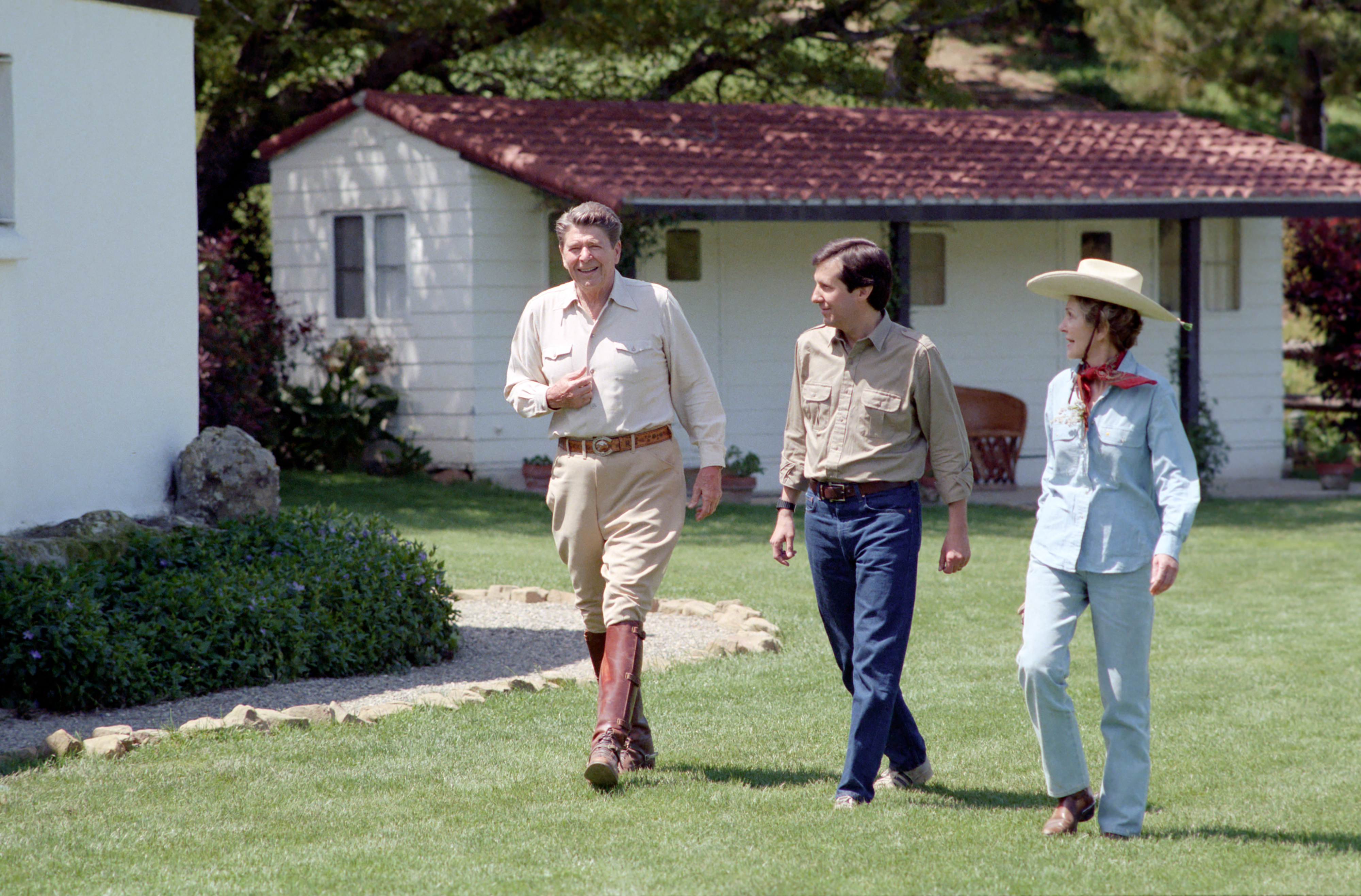
Wallace (al centro) con Ronald Reagan y Nancy Reagan en 1985.

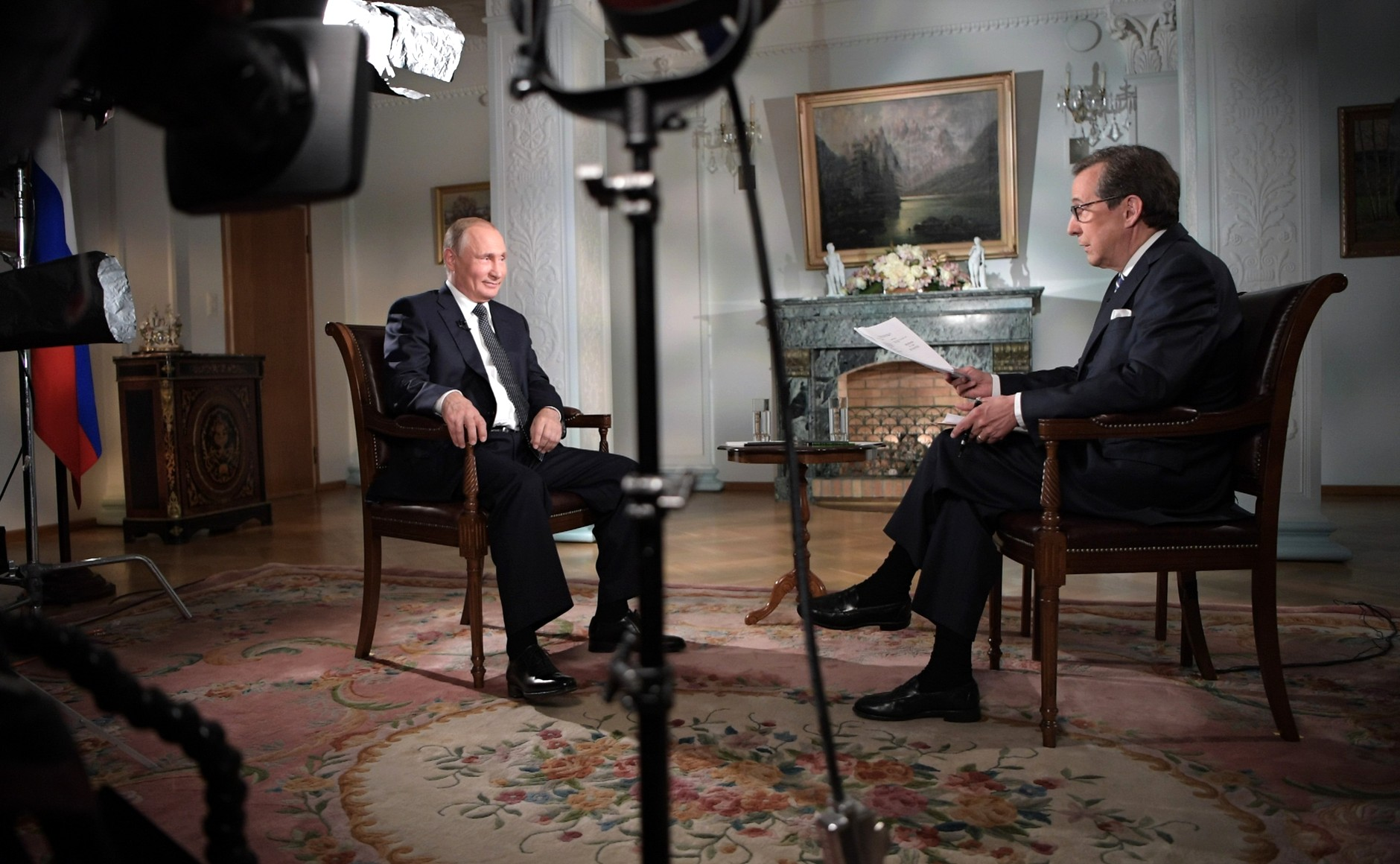
Wallace con Vladímir Putin en 2018.

Fue Leonard quien le dio una exposición temprana al periodismo político y lo contrató como asistente de Walter Cronkite durante la Convención Nacional Republicana de 1964. Después de graduarse de la Universidad de Harvard, trabajó como reportero nacional para The Boston Globe, donde fue descrito por su jefe como un «reportero agresivo y ambicioso».
Después de ver el impacto que tuvo la televisión en las noticias en la Convención Nacional Republicana de 1972, se concentró en trabajar en la transmisión de noticias, primero en NBC (1975-1988), donde se desempeñó como corresponsal en la Casa Blanca y presentador de NBC Nightly News y Meet the Press.
Luego trabajó para ABC como presentador de Primetime Thursday y Nightline (1989-2003). Wallace es la única persona que se ha desempeñado como presentador y moderador de más de uno de los principales programas de entrevistas matutinos del domingo en los Estados Unidos, lo que hizo durante su tiempo en NBC.
Desde 2003, Wallace ha sido anfitrión de Fox News Sunday en Fox News, donde ha ganado elogios y notoriedad por sus entrevistas con políticos como Barack Obama, Vladímir Putin y Donald Trump. También adquirió notoriedad mundial cuando fue el moderador del primer debate presidencial entre Trump y Joe Biden en septiembre de 2020.
Fue galardonado con un premio Peabody Award y tres premios Emmy.

## Obras
- Countdown 1945: The Extraordinary Story of the Atomic Bomb and the 116 Days That Changed the World (2020), ISBN 1982143347, con Mitch Weiss.